# Le Sacq
Le Sacq település Franciaországban, Eure megyében. Lakosainak száma 290 fő (2015). Le Sacq Chanteloup és Manthelon községekkel határos.

## Népesség
A település népességének változása:
| Lakosok száma | 108  | 88   | 96   | 158  | 193  | 286  | 299  | 310  | 299  | 290  |
|               | 1962 | 1968 | 1975 | 1982 | 1990 | 2006 | 2008 | 2011 | 2013 | 2015 |